# Peter Gibson (homme politique)
Peter Alexander Gibson (né le 22 mai 1975) est un homme politique du Parti conservateur britannique, qui est député de Darlington de 2019 à 2024.

## Jeunesse et carrière
Gibson grandit à Saltburn-by-the-Sea et étudie le droit à l'Université de Newcastle. Avant d'être élu député, il travaille comme avocat spécialisé dans les litiges en matière de dommages corporels et est directeur général de Coles Solicitors de 2006 à 2019. Après avoir vendu Coles Solicitors, il est administrateur de Kingly Solicitors pendant plusieurs mois, démissionnant le jour de l'élection générale de 2019.
Il vote pour rester dans l'UE lors du référendum sur le Brexit de 2016.

## Carrière parlementaire
Gibson est le candidat parlementaire conservateur pour Redcar en 2017. Il est battu par la titulaire du parti travailliste Anna Turley, mais augmente la part des voix des conservateurs de 17%, les faisant passer de la quatrième à la deuxième place dans la circonscription.
Gibson bat la ministre de l'ombre du Brexit, Jenny Chapman aux élections générales de 2019, occupant le siège pour les conservateurs pour la première fois en 27 ans et obtenant une majorité de plus de 3000 voix.
Gibson utilise son premier discours à la Chambre des communes pour défendre plusieurs problèmes de circonscription. Au Parlement, il est membre de la commission des femmes et des égalités. 
Il perd son siège lors des élections de 2024, battu par Lola McEvoy (Parti travailliste). 